# Todas as ruas do amor
Todas as ruas do amor (All the streets of love) är en sång av det portugisiska bandet Flor-de-Lis. Låten representerade landet i Eurovision Song Contest 2009. Låten är skriven av Paulo Pereira och Pedro Marques.
Låten vann den nationella tävlingen Festival da Canção den 29 februari, efter att ha fått maximal poäng av juryn och näst mest av publiken.